# Aurelio Marchese
Aurelio Marchese (Rivarolo, 23 settembre 1915 – 1996) è stato un calciatore e allenatore di calcio italiano.

## Carriera
Centrocampista di grande classe e temperamento, gioca inizialmente in squadre minori della provincia di Genova per approdare successivamente alla Sanremese.
Nel 1938, dopo un eccellente campionato da titolare in Serie B con i liguri, ha la sua grande occasione e sale in Serie A con il Bologna. Con gli emiliani esordisce in Serie A il 18 settembre del 1938 con una vittoria esterna per 3 a 2 proprio a Genova contro il Genova 1893. Quella non è l'unica soddisfazione di Marchese perché quell'anno il Bologna, condotto da Hermann Felsner, vince lo scudetto e, dopo il secondo posto del 1940, si laurea di nuovo campione d'Italia nel 1941. Anni d'oro dunque per Marchese che nel 1939 arriva anche in semifinale nella Mitropa Cup (partita persa dal Bologna contro i magiari del Ferencváros), allora la massima competizione europea.
Poi la guerra impedirà a Marchese di esprimersi al meglio negli anni della sua maturazione calcistica; in totale a Bologna giocherà 147 gare di campionato oltre alle competizioni internazionali, di Coppa Italia e del campionato di guerra.
Marchese fu nella rosa del Genova 1893 che partecipò alla Coppa Città di Genova che nei primi mesi del 1945 sostituì il normale campionato a causa degli eventi bellici che sconvolgevano l'Europa in quel periodo. La competizione fu vinta dai rossoblu che sorpassarono all'ultima giornata i rivali del Liguria; a Marchese ed a ciascun vincitore della competizione furono date in premio 20.000 lire dal futuro presidente rossoblu Antonio Lorenzo.
Nel 1948, ormai al tramonto, resta in Emilia, giocando a Ferrara nella SPAL di Paolo Mazza. Con il Mago di campagna, conclusa la carriera calcistica nel 1949, stabilisce un lungo e proficuo sodalizio in veste di allenatore delle giovanili biancoazzurre, gettando le basi per l'importantissimo settore giovanile spallino. Allena anche il Pescara e il Trapani.

## Palmarès

### Club

#### Competizioni nazionali
- Campionato italiano: 2

Bologna: 1938-1939, 1940-1941
- Serie C: 1

Sanremese: 1936-1937
- Coppa Alta Italia: 1

Bologna: 1945-1946

#### Competizioni regionali
- Coppa Città di Genova: 1

Genova 1893: 1945